# い〜カード
い〜カードは伊予鉄道がかつて発行していた、伊予鉄の電車及びバスにおいて共通に使用できたプリペイドカードである。ICい〜カードの導入に伴い、2005年10月末をもって販売が終了し、2006年10月末をもって利用が停止された。

## 使用方法・特徴
（以下の内容は利用停止時点までのものである。）
- 市内電車の場合は、降車時に運賃箱横の挿入口にい〜カードを入れて精算する。
- 路線バスの場合はまず乗車時、カードリーダーにい〜カードを通し、降車時は市内電車と同様に運賃箱横の挿入口に入れて精算する。
- 郊外電車の場合は、自動券売機にい～カードを挿入し切符を購入する（オレカと同じ購入方法）。
- リムジンバス（松山空港行き及び松山観光港行き）では、い〜カードの使用が可能である。しかしながら、都市間高速バス（新宿駅西口、京都駅八条口、梅田阪急三番街、神戸三宮、徳島駅、天満屋バスセンター、高松駅、高知駅、福山駅・新尾道駅行き）では使用できない。
- 坊っちゃん列車は使用不可。
- 使用記録の印字はされない。
- グループ会社の伊予鉄南予バス（伊予鉄久万バスから引き継いだ路線も含む）ではカード機器未搭載のため使用不可である。

## 歴史
- 1994年3月21日 - 「バスカード」としてバスで導入。
- 1994年9月11日 - 「い〜カード」と改称し、バス全線・市内電車でも利用可能に。
- 1998年2月1日 - 鉄道線全駅にい〜カード対応の自動券売機が設置され、郊外電車でも利用可能に。
- 2005年8月23日 - ICい〜カード導入。従来の磁気カードは「い〜カード（磁気）」と呼称。
- 2005年11月1日以降 - 販売終了。
- 2006年11月1日以降 - 利用停止。

## 額面
| 販売額  | 利用可能額 |
| ------- | ---------- |
| 1,000円 | 1,100円    |
| 3,000円 | 3,400円    |
| 5,000円 | 5,800円    |

## 発売箇所
- 2005年10月末の発売中止まで、駅・電停・バスターミナルに設置されている自販機、市内電車の車内に設置されている自販機、バス車内、市駅いよてつチケットセンター、バス営業所等で購入できた。
- 発売枚数を限定した「限定い〜カード」が発売されたことがあった。

## 利用停止日以降の対応
- ICい〜カードの導入に伴い、2005年10月末をもって「い～カード（磁気）」の発売を終了し、2006年11月1日以降は利用もできなくなった。
- 利用停止日以降、い〜カード（磁気）に関しては未使用・使用途中を問わず、「ICい〜カード」への残高移行（チャージ）及び全額払い戻しの取り扱いとなる（取り扱い箇所については#外部リンクの節を参照のこと）。なお、チャージ及び払い戻しとも、プレミア（割増）分に関しては対象外となる。
  - 未使用のカードについては購入金額（プレミア分を除く）から「ICい〜カード」へのチャージまたは購入金額分全額払い戻しの取り扱いとなる。
  - 使用途中のカードについては購入金額（プレミア分を除く）から使用金額を差し引いた残高を「ICい〜カード」へのチャージまたは全額払い戻しの取り扱いとなる。